# Ceux de la zone
Pour plus de détails, voir Fiche technique et Distribution.
Ceux de la zone (Man's Castle) est un film américain réalisé par Frank Borzage, sorti en 1933.

## Synopsis
En pleine époque de la Grande Dépression, Trina se trouve sans foyer et affamée. Elle fait la rencontre de Bill, gentleman habillé en frac et haut de forme. Ce dernier, touché par Trina, l’emmène dans un restaurant de luxe et lui offre le dîner. Mais au moment de payer, Bill ne paye pas la note en faisant un scandale. Trina découvre que Bill est aussi pauvre qu’elle, il fait l’homme-sandwich et porte un costume publicitaire affublé d’un plastron illuminé. Il lui propose de se réfugier chez lui, dans un bidonville. Trina le suit et va découvrir tout un monde vivant en marge de la société. Ils vivent ensemble et décident de se marier. Trina tombe enceinte. Lassé de leur vie miséreuse Bill va tenter de s’en sortir en participant à un cambriolage. Mais celui-ci se termine mal. Le couple va s’échapper dans un wagon de marchandises, espérant avancer vers un monde meilleur.

## Fiche technique
- Titre : Ceux de la zone
- Titre original : Man's Castle
- Réalisation : Frank Borzage
- Scénario : Jo Swerling d'après la pièce "Man's Castle" de Lawrence Hazard
- Société de production : Columbia Pictures
- Société de distribution : Columbia Pictures
- Directeur musical : Constantin Bakaleinikoff
- Musique : W. Franke Harling
- Photographie : Joseph H. August
- Montage : Viola Lawrence
- Son : Wilbur Brown
- Direction artistique : Stephen Goosson (non crédité)
- Pays d'origine : États-Unis
- Langue : anglais
- Format : Noir et blanc - 35 mm - 1,37:1 - Son Mono (Western Electric Noiseless Recording)
- Genre : Drame social
- Durée : 75 minutes
- Date de sortie :
  - États-Unis 4 novembre 1933

## Distribution
- Spencer Tracy : Bill
- Loretta Young : Trina
- Marjorie Rambeau : Flossie
- Glenda Farrell : Fay La Rue
- Walter Connolly : Ira
- Arthur Hohl : Bragg
- Dickie Moore : Joey

## Autour du film
- Tournage du 28 juillet au 6 septembre 1933[1].

- le 27 mars 1939, le film fut adapté en pièce radiophonique et diffusé sur Lux Radio Theater. Spencer Tracy, Loretta Young et Arthur Hohl reprirent leur rôle[2].

- Durant le tournage, Spencer Tracy et Loretta Young eurent une liaison amoureuse sérieuse et médiatisée, à tel point que l'acteur se prépara à divorcer de sa femme pour l'épouser. L'acteur prit une chambre d'hôtel. Toutefois, en raison de leur confession religieuse, ils renoncèrent. Loretta Young annonça leur séparation à la presse. Marqué, Spencer Tracy se retira et se sépara de sa femme Louise tout en restant marié. Loretta Young se consola auprès de Clark Gable l'année d'après alors que Spencer Tracy vécut une passion amoureuse intense avec Myrna Loy puis avec Katharine Hepburn[3],[4],[5],[6].

- Le film fut un échec au box-office[7].

## Critique
« …Pas une fausse note, pas un défaut. Entre le clochard bougon et la jeune femme au grand cœur, l’amour transforme la « zone » en forêt merveilleuse, le taudis, en douce chaumière, une poivrote, en témoin de mariage, et un voisin, en « prêtre » : « Bien sûr, nous ne sommes pas à l’église, dit-il, mais les mots sont les mêmes ». Borzage filme la force des faibles et de l’amour contre lesquels les laideurs du monde ne peuvent rien. »